# Glassdoor
Glassdoor è un sito internet e social network nel quale gli impiegati e gli ex impiegati di un'azienda anonimamente recensiscono le aziende e i loro superiori.

## Storia
La società è stata fondata nel 2007 da Tim Besse, Robert Hohman e dal fondatore di Expedia Rich Barton. Glassdoor ha lanciato il sito di valutazione nel giugno 2008 come un sito che raccoglie recensioni sulle imprese e sui salari da parte degli impiegati di grandi società e li mostra in maniera anonima a tutti gli iscritti al sito. Nel 2010 Glassdoor rilascia un programma fee-based chiamato "Enhanced Employer Profiles", che permette agli impiegati di includere i propri contenuti sui profili Glassdoor, come biografie, social media, link, e riferimenti.
Nel 2014 la società ha assunto Adam Spiegel come direttore finanziario, con l'intenzione di preparare un'offerta pubblica iniziale. Nel 2015 il sito possiede 30 milioni di utenti da 190 paesi e clienti aziendali, incluso un terzo di tutte le società Fortune 500 Nello stesso anno Glassdoor ha iniziato a creare versioni localizzate del suo sito per alcune giurisdizioni nazionali, come ad esempio la Germania. Nel 2016 Glassdoor ha avuto altri 40 milioni di dollari dagli investitori.